# Ateles geoffroyi vellerosus
O macaco-aranha-mexicano é uma subespécie de Ateles geoffroyi , encontrado no México e América Central, na Guatemala, Honduras, Nicarágua e El Salvador.